# Arrest Aujeszky
Het arrest Aujeszky is een arrest van de Hoge Raad der Nederlanden (HR 18 februari 2005, ECLI:NL:HR:2005:AO4257, NJ 2005/283.), waarin de Hoge Raad de regel formuleerde dat de burgerlijke rechter een onverbindendheidsoordeel van de hoogste bestuursrechter moet volgen. Het is een zogeheten volgplicht-arrest.

## Casus en procesverloop
Ingevolge een verordening van het Landbouwschap waren varkenshouders verplicht om de op hun vestiging aanwezige varkens te doen inenten tegen de ziekte van Aujeszky. Ingevolge de Retributieverordening van het Landbouwschap dienden de varkenshouders voor deze entingen aan het Landbouwschap een bepaalde vergoeding (retributie) te betalen. De beide verordeningen werden voor het Landbouwschap in belangrijke mate uitgevoerd door de Stichting Gezondheidsdienst voor Dieren.
Het College van Beroep voor het bedrijfsleven — een hoogste bestuursrechter — had in zijn uitspraak van 7 oktober 1998, nr. AWB 97/1145, AB 1999/10, beslist dat de Retributieverordening onverbindend is omdat het Landbouwschap op grond van art. 126 Wet op de bedrijfsorganisatie niet de bevoegdheid toekomt retributie te heffen voor het laten verrichten van entingen in het kader van de georganiseerde bestrijding van de ziekte van Aujeszky.
De Staat betwistte de onverbindendverklaring bij de burgerlijke rechter. In cassatieberoep bij de Hoge Raad bestreed het middel II als onjuist dan wel onbegrijpelijk of onvoldoende gemotiveerd het oordeel van het gerechtshof te 's-Gravenhage dat de Retributieverordening onverbindend is.

## Arrest van de Hoge Raad
De Hoge Raad verwierp het cassatieberoep met de overweging:

Indien een bestuursorgaan dat die regeling heeft uitgevaardigd of met de uitvoering daarvan is belast in een bestuursrechtelijke procedure als partij betrokken was, en een burger, ongeacht of hij al dan niet partij was in de bestuursrechtelijke procedure, zich beroept op de in die procedure uitgesproken onverbindendheid van de regeling, is de rechtspersoon waarvan het bestuursorgaan deel uitmaakt in een daarna volgend civielrechtelijk geding daaraan gebonden in die zin dat deze zich niet op het standpunt kan stellen dat de regeling in de civielrechtelijke procedure voor verbindend moet worden gehouden. [...] Dit uitgangspunt voorkomt [...] dat de burgerlijke rechter en de bestuursrechter tot verschillende oordelen over dezelfde vraag komen. Dit moet uit een oogpunt van rechtsbescherming van de burger weliswaar worden aanvaard indien de bestuursrechter in een procedure waarin deze burger niet was betrokken, een regeling wel verbindend heeft geacht [...]

Anders gezegd: De burgerlijke rechter heeft een volgplicht erga omnes ten aanzien van een onverbindendverklaring van een algemeen verbindend voorschrift door de hoogste bestuursrechter.
De Hoge Raad overwoog verder,

dat van een bestuursorgaan verwacht mag worden dat het, als de hoogste bestuursrechter een regeling onverbindend heeft geacht, hetzij het daarheen leidt dat alsnog een verbindende regeling wordt tot stand gebracht, hetzij zich ook in andere gevallen aan de uitspraak van die hoogste rechter houdt.